# The Document Foundation
The Document Foundation è un'organizzazione no-profit fondata per lo sviluppo di software libero. Finora ha sviluppato unicamente la suite per ufficio gratuita e open-source per l'ufficio LibreOffice. È stata creata dai membri della comunità OpenOffice.org, ed è legalmente registrata in Germania come Stiftung. Il suo obiettivo è produrre una suite per ufficio indipendente dal fornitore con supporto ODF in un ambiente di sviluppo libero dal controllo dell'azienda.

## Storia
Fondata da parte di alcuni membri della comunità di OpenOffice.org per protesta verso l'acquisto della società sviluppatrice del software, Sun Microsystems, da parte di Oracle Corporation, con la preoccupazione che quest'ultima potesse sospendere la divulgazione di OpenOffice.org come software open source, come fece con OpenSolaris.
La fondazione, oltre che separarsi da Oracle, ha quindi rilasciato LibreOffice, un fork di OpenOffice.org basato sulla versione 3.3 di quest'ultimo.
Il nome LibreOffice fu inizialmente pensato come provvisorio, in attesa che Oracle accettasse la richiesta della neonata fondazione di donarle il marchio OpenOffice.org e di entrare a far parte del gruppo di sviluppo della suite. Per questo motivo i numeri di versioni partono da 3.3, beta di OpenOffice.org su cui si basa LibreOffice. Tuttavia, la società statunitense non ha raccolto l'invito.
Alla fondazione per lo sviluppo del nuovo software si sono affiancati il resto della comunità di OpenOffice.org e anche alcuni partner come Canonical, Google, Intel, Novell e Red Hat.
Le prime beta di LibreOffice si basano sui codici di OpenOffice 3.3 e Go-oo, ma la fondazione ha annunciato un'estesa riscrittura del codice di ogni singolo modulo della suite con l'intento di migliorarne prestazioni e compatibilità con database e macro e anche a ridurne la dipendenza da Java, di proprietà di Oracle, trasferendosi gradualmente al C++. Il 23 giugno 2011, la comunità di Debian ha dichiarato che tale processo è stato completato.
The Document Foundation intende rilasciare una nuova versione rilevante (major release) di LibreOffice ogni sei mesi, partendo dalla prima, pubblicata il 25 gennaio 2011, ed, eventualmente, allinearsi col periodo di rilasci marzo/settembre di altri progetti open source rilevanti.
La fondazione, inoltre, mantiene due versioni differenti di LibreOffice. L'ultima versione è disponibile come anteprima delle nuove funzionalità implementate (una sorta di beta), mentre la versione precedente si rivolge agli utenti che preferiscono la stabilità della suite.